# Plaine-de-Walsch
Plaine-de-Walsch là một xã trong vùng Grand Est, thuộc tỉnh Moselle, quận Sarrebourg, tổng Sarrebourg. Tọa độ địa lý của xã là 48° 41' vĩ độ bắc, 07° 06' kinh độ đông. Plaine-de-Walsch nằm trên độ cao trung bình là 360 mét trên mực nước biển, có điểm thấp nhất là 238 mét và điểm cao nhất là 414 mét. Xã có diện tích 4,98 km², dân số vào thời điểm 2004 là 544 người; mật độ dân số là 108,8 người/km². Xã nằm 7 km về phía đông nam Của Sarrebourg.

## Thông tin nhân khẩu
| 1962 | 1968 | 1975 | 1982 | 1990 | 1999 |
| ---- | ---- | ---- | ---- | ---- | ---- |
| 455  | 458  | 425  | 417  | 482  | 533  |